# Rodenbach (Assia)
Rodenbach è un comune tedesco di 11 351 abitanti situato nel land dell'Assia. La sua frazione di Niederrodenbach è attraversata dal fiume Kinzig.